# Hoplopleura oenomydis
Hoplopleura oenomydis – gatunek wszy z rodziny Hoplopleuridae, pasożytujący głównie na Oenomys hypoxanthus. Spotykany również na innych myszowatych: Grammomys dryas, Oenomys ornatus. Powoduje wszawicę.
Samica wielkości 1,5 mm, samiec mniejszy wielkości 0.95 mm. Wszy te mają ciało silnie spłaszczone grzbietowo-brzusznie. Samica składa jaja zwane gnidami, które są mocowane specjalnym "cementem" u nasady włosa. Rozwój osobniczy trwa po wykluciu się z jaja około 14 dni. Pasożytuje na skórze. Występuje w Kongo, Liberii, Zairze na terenie Afryki.